# Sauna (음반)
《Sauna》는 미국의 인디 록 밴드 마운트 이리의 일곱 번째 정규 음반으로, P.W. 엘버럼 & 선, Ltd.를 통하여 2015년 2월 3일에 발매하였다.

## 평가
| 전문가 평가     | 전문가 평가 |
| 총 점수         | 총 점수     |
| 출처            | 점수        |
| --------------- | ----------- |
| AnyDecentMusic? | 7.6/10      |
| 메타크리틱      | 82/100      |
| 평가 점수       |             |
| 출처            | 점수        |
| Allmusic        | [ 3 ]       |
| No Ripcord      | 8/10        |
| Pitchfork Media | 8.1/10      |
| Magnet          | 9/10        |
| The 405         | 9/10        |
| Tiny Mix Tapes  | [ 8 ]       |

《Sauna》는 음악 평단으로부터 극찬을 받았다. 주요 출판물의 리뷰를 모아 100점 만점으로 평균화를 시키는 리뷰 애그리게이터 웹사이트 메타크리틱에서는 15개의 리뷰를 토대로 82점이 나오면서 "전반적인 극찬"을 받았다. 다른 사이트인 AnyDecentMusic?에서는 10점 만점에 7.6점이 나왔다.

## 트랙 리스트
전체 작사·작곡: 필 엘버럼. 5번 트랙 (something)을 제외하고는 모든 곡은 대문자로 표기한다.
| #            | 제목            | 재생 시간 |
| ------------ | --------------- | --------- |
| 1.           | 〈SAUNA〉       | 10:00     |
| 2.           | 〈TURMOIL〉     | 1:50      |
| 3.           | 〈DRAGON〉      | 3:15      |
| 4.           | 〈EMPTINESS〉   | 3:23      |
| 5.           | 〈(something)〉 | 2:16      |
| 6.           | 〈BOAT〉        | 2:13      |
| 7.           | 〈PLANETS〉     | 1:24      |
| 8.           | 〈PUMPKIN〉     | 5:12      |
| 9.           | 〈SPRING〉      | 13:21     |
| 10.          | 〈BOOKS〉       | 3:30      |
| 11.          | 〈THIS〉        | 3:18      |
| 12.          | 〈YOUTH〉       | 5:27      |
| 총 재생 시간 | 총 재생 시간    | 55:15     |

## 《Sauna (bonus tracks)》
《Sauna》의 일본 에디션에는 두 번째 디스크에 《Sauna (bonus tracks)》가 수록되었다. 총 네 곡이 데모 버전으로 수록되어 있다.

### 트랙 리스트
전체 작사·작곡: Phil Elverum
| #  | 제목              | 재생 시간 |
| -- | ----------------- | --------- |
| 1. | 〈Sauna (demo)〉  | 2:52      |
| 2. | 〈Spring (demo)〉 | 4:10      |
| 3. | 〈This (demo)〉   | 3:17      |
| 4. | 〈Dragon (demo)〉 | 2:42      |

## 크레딧
- 필 엘버럼 - 기타, 보컬
- 주느비에브 카스트리 - 보컬
- 알리슨 포스터 - 보컬
- 애슐리 에릭손 - 보컬
- 폴 벤슨 - 보컬
- 에빈 오프 - 플루트
- 티모시 스톨렌베르크 - 마스터링